# Кратон
Кратон је стари и стабилни дио континенталне коре које је преживио стварање и разбијање континената и суперконтинената барем 500 милиона година. Кратони су углавном пронађени у унутрашњости континента и састоје се од коре сачињене од лагане киселе магматске стене, као што је гранит причвршћене уз дио горњег омотача. Кратон се може простирати у дубину од 200 km.
Термин кратон везан је за теорију о геосинклиналама, која више није важећа у објашњавању тектонских процеса. Она је, шездесетих година 20. века замењена теоријом тектонике плоча.
Кратони су по географским критеријима подијељени у геолошке провинције, од којих је свака према годишту класификована као Архон, Протон и Тектон:
- Архони: састоје се од стијена из Архејске ере, старијих од 2,5 милијарде година (2.5 Ga).
- Протони: састоје се од стијена од ране до средње протерозојске ере, старијих од 1.6 Ga.
- Тектони: састоје се од стијена из касног Протерозоика, старих између 1.6 Ga и 800 милиона година (800 Ma).

С обзиром да минерали (укључујући племените метале и дијаманте) у Земљиној кори могу да се раздвоје с временом, најстарији кратони су предмет највећег занимања рударских фирми. Кратоне дан-данас откривају проспектори широм глобуса.
Именовани кратони, наведени по континетима, укључују:
- Аустралија
  - Altjawarra кратон
  - Централ кратон
  - Curnamona кратон, Јужна Аустралија
  - Gawler  кратон, централна Јужна Аустралија
  - Пилбара кратон, Западна Аустралија
  - Yilgarn  кратон, Западна Аустралија

- Америка
  - Амазонски кратон
  - Канадски штит (или Лаурентијски или Пракамбријски штит)
  - Гуиана Штит
  - Сјеверноамерички кратон
  - Slave кратон, сјеверозападна Канада
  - Супериор кратон, Канада
  - Wyoming кратон
- Африка
  - Арабијски кратон
  - Конго кратон, централна јужна Африка
    - Bangweulu Блок, Замбија

  - Kaapvaal цратон, Јужна Африка (3.6 - 2.5 Ga)
  - Калахари кратон
  - Сахаран кратон, Алжир
  - Танзанијски кратон
  - Западноафрички кратон
  - Заирски кратон
  - Зимбабвеански кратон (3.5 Ga)
- Евроазија
  - Источноевропски кратон
    - Балтички штит (или Феноскандијски штит), дио Источноевропског кратона

  - Дарвар кратон, Индија (3.4 - 2.6 Ga)
  - Источноиндијски кратон
  - Индијски кратон
  - Карелијски кратон, Финска (3.1 - 2.7 Ga)
  - Мидленд кратон у Енглеској и Велсу
  - Сјевернокинески кратон (2.5 Ga)
  - Сарматски кратон (3.7 - 2.8 Ga)
  - Сибирски кратон
  - Сино-корејски кратон, Сјеверна Кина
  - Тарим кратон, Кина
  - Волго-уралски кратон, Русија (3.0 - 2.7 Ga)
  - Јангце кратон
  - Сјеверноатлантски кратон